# Horia Pitulea
Horia Pitulea (n. 7 septembrie 1966, Orșova, județul Mehedinți) este un om de afaceri din România.
Deține, împreună cu Horia Simu, compania Cuprom București, singura companie producătoare de cupru din România.
Cei doi sunt supranumiți „bancherii cuprului”.
Holdingul Cuprom este format din cele două fabrici românești de cupru - fosta Phoenix Baia Mare și fosta Elcond Zalău și două institute de proiectare și cercetare - Cepronef și Ipronef, pe care Pitulea și Simu le-au cumpărat de la stat în 2003.
Prin intermediul Cuprom și al vehiculelor financiare Nordexo Manufacturing și Amteck Investiții, Pitulea și Simu dețin compania de foraj Foradex București, producătorul de cabluri Cord Buzău, producătorul de sticlă GlassCorp Buzău și producătorii de ape minerale Lipomin Lipova, Carpatina și Herculane Water din Băile Herculane.